# Passiflora oerstedii
Passiflora oerstedii es una especie de planta fanerógama de la familia Passifloraceae.

## Descripción
Tiene tallos glabros. Las hojas generalmente ovadas y enteras, raramente 3-lobadas hasta más de la mitad, de 4–15 cm de largo y 2–7 cm de ancho, agudas a acuminadas, base truncada a apenas subcordada, glabras o puberulentas en el envés con tricomas laxos y subaplicados; pecíolos 1–4 cm de largo, con 4–8 glándulas dispersas y estipitadas; estípulas semiovadas, 1–3 cm de largo, acuminado-cuspidadas. Flores solitarias, brácteas 3, ovadas, 1–1.5 cm de largo, serruladas y caducas; flores 4–6 cm de ancho, blancas o algo rosadas y con la corona morada; sépalos 2–3 cm de largo; pétalos 1–1.5 cm de largo; corona de varias series. Frutos ovoides, 4–6 cm de largo y 2–3 cm de ancho, aparentemente verdes, glabros; semillas reticuladas.

## Distribución y hábitat
Es una planta silvestre trepadora originaria del América tropical, común en la región mesoamericana; desde el sur de México, hasta el Paraguay en Sudamérica.
Se le encuentra comúnmente en bordes de selvas y bosques, en acahuales (vegetación secundaria), así como en potreros, zonas de cultivos, orillas de los caminos, entre la vegetación riparia, entre otros tipos de vegetación; en algunos lugares se cultiva en jardines, huertos familiares y milpas como planta ornato o como alimento. En las regiones donde se desarrolla, los campesinos y habitantes de zonas rurales frecuentemente consumen su fruto, de apariencia similar a la granada o el maracuyá.

## Usos
En Veracruz, al sur de México; el fruto de esta planta se consume localmente y es conocido como "cacapache", granada de monte o granadita.

## Taxonomía
Passiflora oerstedii fue descrita por Maxwell Tylden Masters y publicado en Flora Brasiliensis 13(1): 562. 1872.
Etimología
Ver: Passiflora
oerstedii: epíteto otorgado en honor del botánico danés Hans Christian Ørsted.
Sinonimia
- Passiflora oerstedii var. choconiana (S.Watson) Killip
- Passiflora populifolia Triana & Planch.
- Passiflora praeacuta Mast.
- Passiflora purpusii Killip
- Passiflora rojasii Hassl. ex Harms[3]